# PTF1A
PTF1A (англ. Pancreas specific transcription factor, 1a) – білок, який кодується однойменним геном, розташованим у людей на короткому плечі 10-ї хромосоми. Довжина поліпептидного ланцюга білка становить 328 амінокислот, а молекулярна маса — 34 970.
| 10         |  | 20         |  | 30         |  | 40         |  | 50         |
| ---------- |  | ---------- |  | ---------- |  | ---------- |  | ---------- |
| MDAVLLEHFP |  | GGLDAFPSSY |  | FDEDDFFTDQ |  | SSRDPLEDGD |  | ELLADEQAEV |
| EFLSHQLHEY |  | CYRDGACLLL |  | QPAPPAAPLA |  | LAPPSSGGLG |  | EPDDGGGGGY |
| CCETGAPPGG |  | FPYSPGSPPS |  | CLAYPCAGAA |  | VLSPGARLRG |  | LSGAAAAAAR |
| RRRRVRSEAE |  | LQQLRQAANV |  | RERRRMQSIN |  | DAFEGLRSHI |  | PTLPYEKRLS |
| KVDTLRLAIG |  | YINFLSELVQ |  | ADLPLRGGGA |  | GGCGGPGGGG |  | RLGGDSPGSQ |
| AQKVIICHRG |  | TRSPSPSDPD |  | YGLPPLAGHS |  | LSWTDEKQLK |  | EQNIIRTAKV |
| WTPEDPRKLN |  | SKSSFNNIEN |  | EPPFEFVS   |  |            |  |            |

A: Аланін

C: Цистеїн

D: Аспарагінова кислота

E: Глутамінова кислота

F: Фенілаланін

G: Гліцин

H: Гістидин

I: Ізолейцин

K: Лізин

L: Лейцин

M: Метіонін

N: Аспарагін

P: Пролін

Q: Глутамін

R: Аргінін

S: Серин

T: Треонін

V: Валін

W: Триптофан

Кодований геном білок за функцією належить до білків розвитку. 
Задіяний у таких біологічних процесах, як транскрипція, регуляція транскрипції, диференціація клітин, нейрогенез. 
Білок має сайт для зв'язування з ДНК. 
Локалізований у цитоплазмі, ядрі.